# Альтмюльталь (природный парк)

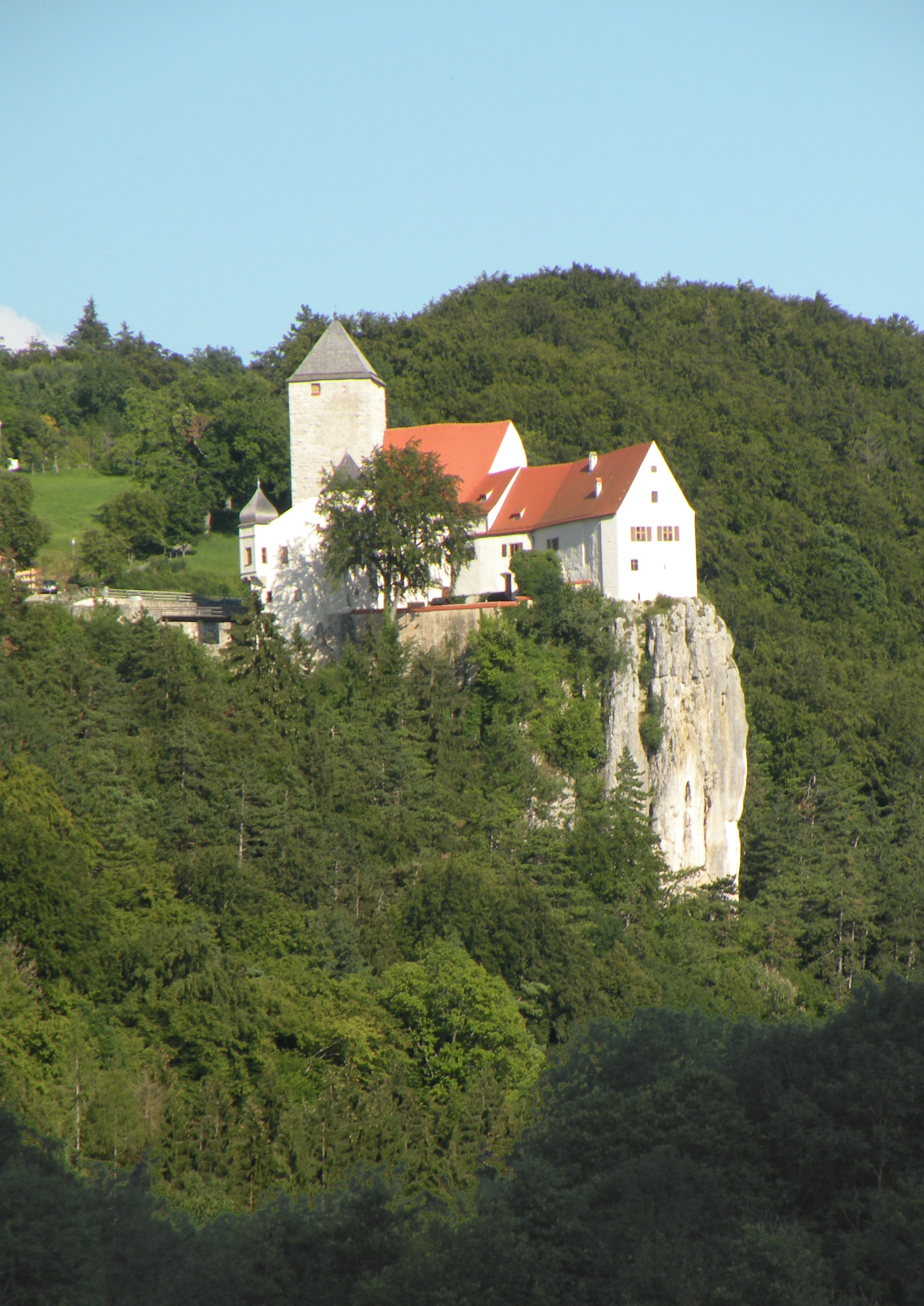
Замок Прунн

А́льтмюльталь — Приро́дный парк «Доли́на реки́ А́льтмюль» (нем. Naturpark Altmühltal) представляет собой самый большой по площади природный парк в Германии. Его площадь равняется приблизительно 3000 км². Парк расположен к северу от Дуная и включает в себя долину реки Альтмюль, начинающуюся в районе города Ротенбург-об-дер-Таубер и впадающую в Дунай в районе Кельхайма. Длина реки составляет 225 км. На северо-западе к парку примыкает «Франконский озёрный край» (нем. Fränkischen Seenland), и с точки зрения рекреационных возможностей они представляют собой единое целое.

## Галерея
1. ↑  Edda Neumann, Michael Neumann-Adrian. Altmühltal und Fränkisches Seenland. Layout & Graphik 1000 GmbH, München. — ISBN 3-8279-0587-7